# Всесвітнє павутиння

Логотип WWW, створений Робертом Кайо

Всесві́тнє павути́ння або Всесві́тня мере́жа (англ. World Wide Web, скорочено: WWW; іноді всемере́жжя, веб) — найбільше всесвітнє багатомовне сховище інформації в електронному вигляді: десятки мільйонів пов'язаних між собою документів, що розташовані на комп'ютерах, розміщених на всій земній кулі. Вважається найпопулярнішою і найцікавішою службою мережі Інтернет, яка дозволяє отримувати доступ до інформації незалежно від місця її розташування.
WWW — інформаційна система, якій не можна дати конкретного визначення. Наведемо лише деякі з епітетів, якими вона може бути позначена: гіпертекстова, гіпермедійна, розподілена, інтегруюча, глобальна. Нижче буде показано, що слід розуміти під кожною з цих властивостей у контексті WWW.
Користувачі автоматично переходять від однієї бази даних (сайту) до іншої за допомогою гіперпосилань.
Кількість серверів WWW постійно зростає, а швидкість росту WWW навіть більша ніж у самої мережі Internet. WWW  — найрозвиненіша технологія Internet, вона вже стала масовою.

## Принцип роботи
WWW працює за принципом клієнт-сервер: існує велика кількість серверів, які за запитом клієнта надають йому гіпермедійний документ. Такий документ складається із частин з різним представленням інформації (текст, графіка, звук, відео, тривимірні об'єкти тощо). В ньому кожен елемент може бути посиланням на інший документ чи його частину. Такі посилання в WWW організовані так, що кожний інформаційний ресурс в глобальній мережі Internet однозначно адресується, а надісланий сервером документ може посилатися на інші документи на цьому ж сервері, чи на документи на інших комп'ютерах Internet. При цьому користувач не помічає цього і працює з усім інформаційним простором Internet, як з єдиним цілим. Посилання WWW вказують не тільки на документи, специфічні для самої WWW, але й на інші сервіси і інформаційні ресурси Internet. Більш того, більшість програм клієнтів WWW (браузер) не просто розуміють такі посилання, а є додатково програмами-клієнтами відповідних сервісів: FTP, Gopher, новин мережі Usenet, електронної пошти і т. і. Таким чином, програмні засоби WWW — універсальні для різних сервісів Internet, а сама інформаційна система WWW грає інтегруючу роль.

## Основні поняття Всесвітнього павутиння

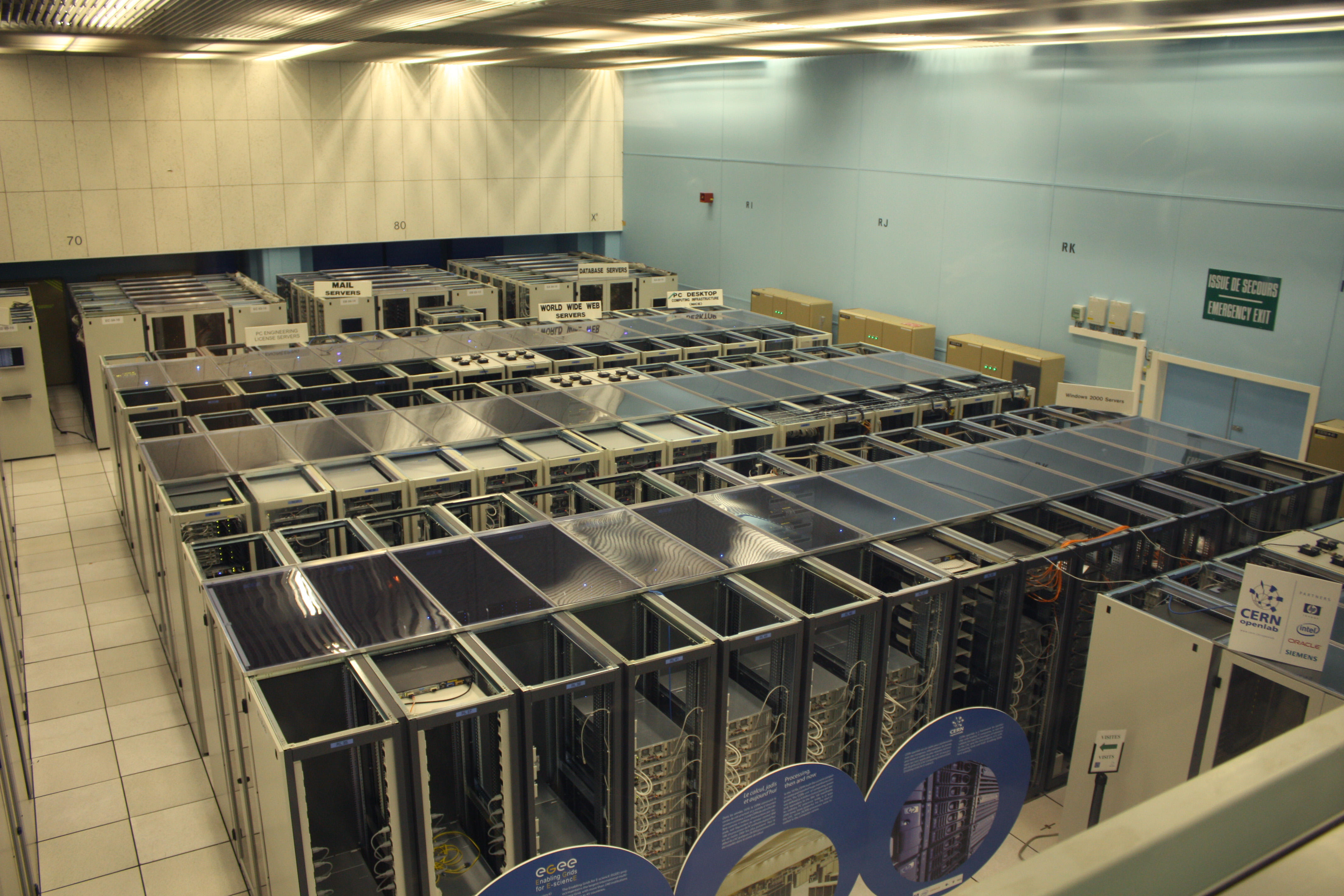
Дата-центр CERN

Наведемо роз'яснення деяких термінів, які використовуються в WWW.
- HTML (hyper text markup language, мова розмітки гіпертексту). Це формат гіпермедійних документів, які використовують в WWW для представлення інформації. Цей формат описує вміст документу, його структуру, а також його зв'язки з іншими документами. Зовнішній вигляд документа на екрані користувача визначається навігатором — якщо користувач працює за графічним або текстовим терміналом, у кожному випадку документ на екрані матиме різний вигляд. HTML виконує інтегруючу роль для елементів гіпермедійного документа. Імена файлів у форматі html, як правило, закінчуються на html (або мають розширення htm у випадку, якщо сервер працює під Windows).
- URL (uniform resource locator, універсальний вказівник на ресурс). Таку назву носять словесні посилання на будь-які інформаційні ресурси Internet.
- До ресурсів Internet можна отримувати доступ і за IP-адресою певного комп'ютера.
- HTTP (hypertext transfer protocol, протокол передачі гіпертексту). Таку назву носить протокол, за яким взаємодіють клієнт та сервер WWW для передавання гіпермедійного документа клієнту.
- WWW — сервіс прямого доступу, який потребує повноцінного підімкнення до Internet. Він вимагає швидких ліній зв'язку для документів, що містять багато графічної або іншої нетекстової інформації. Коли швидкості нижчі, втрачається частина переваг, які зробили WWW таким популярним.

## Історія

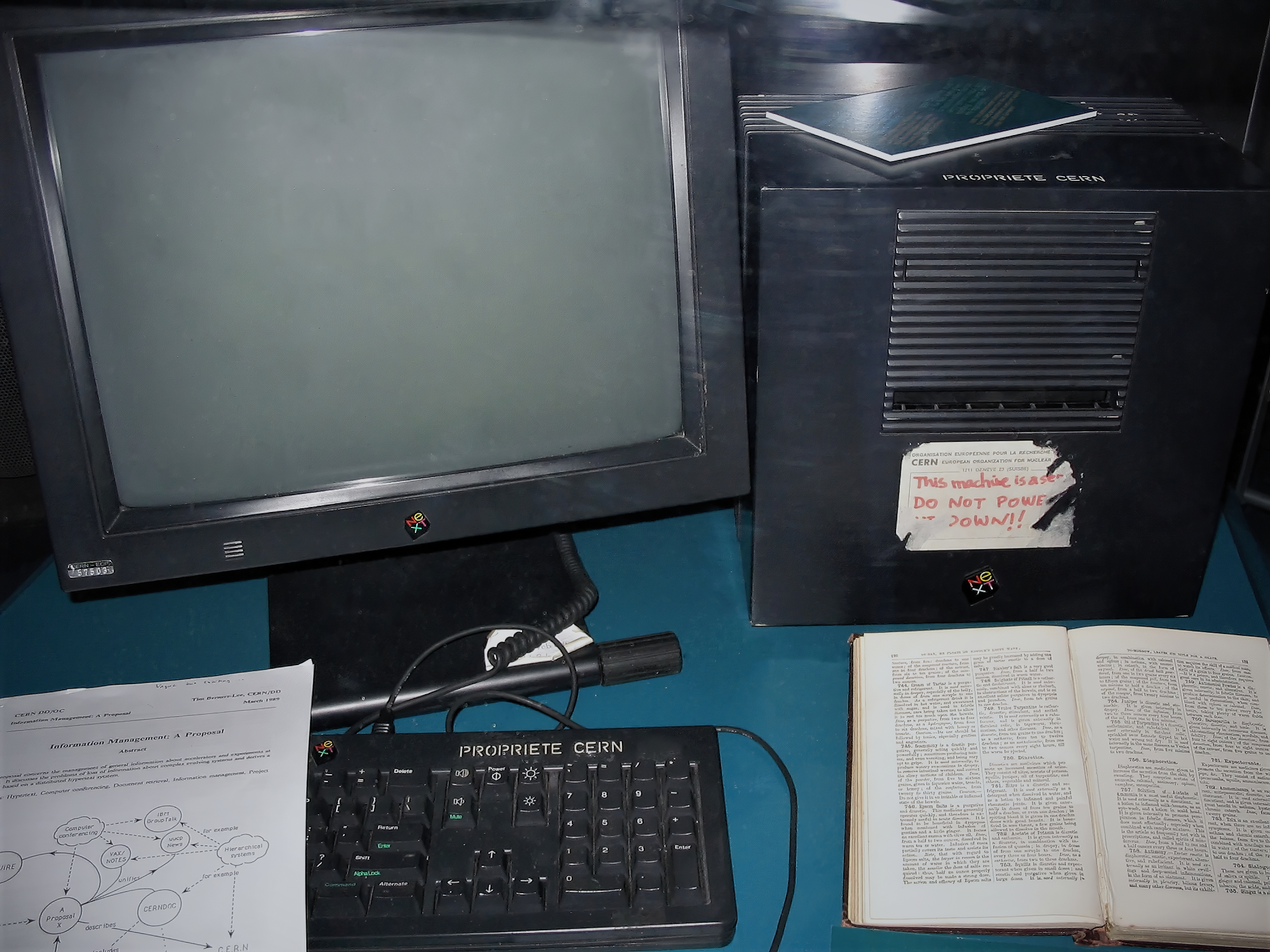
На цьому комп'ютері Тімом Бернерсом-Лі було запущено першу програму вебсервера, створену ним же

Розробниками технології Всесвітнього павутиння вважаються Тім Бернерс-Лі і Роберт Кайо. Тім Бернерс-Лі є автором технологій HTTP, URI/URL та HTML. У 1980—1981 роках він працював у Європейській організації з ядерних досліджень (фр. conseil européen pour la recherche nucléaire, CERN) консультантом з програмного забезпечення. Саме там він для власних потреб написав програму «Енквайр» (англ. «Enquire», можна вільно перекласти як «Дізнавач»), яка використовувала випадкові асоціації для зберігання даних та заклала концептуальну основу для Всесвітнього павутиння.

1984 року він отримав стипендію в CERN і зайнявся там розробкою розподілених систем для збору наукових даних. У цей час він працював над системою «FASTBUS» і розробив свою систему RPC (англ. Remote Procedure Call — віддалений виклик процедури).

Різниця між Глибокою та Поверхневою Мережею

12 березня 1989 року, працюючи в CERN над внутрішньою системою обміну документів ENQUIRE, Бернерс-Лі запропонував глобальний гіпертекстовий проєкт, нині відомий як Всесвітнє павутиння. Аналогічна пропозиція незалежно від Тіма Бернерса-Лі була висунута у тому ж році іншим працівником CERN Робертом Кайо У 1990 році це привело до спільної пропозиції цієї технології. Проєкт було затверджено і реалізовано. Проєкт мав на увазі публікацію гіпертекстових документів, зв'язаних між собою гіперпосиланнями, що полегшило б пошук і консолідацію інформації для вчених CERN.
З 1991 по 1993 рік Тім Бернерс-Лі продовжував роботу над Всесвітнім павутинням. Він збирав відгуки від користувачів і координував роботу тенет. Тоді він разом з помічниками вперше запропонував для широкого обговорення свої перші специфікації: ідентифікатори URI, протокол HTTP і мову HTML, технології, без яких уже неможливо уявити сучасний Інтернет. Все ж, офіційно роком народження Всесвітнього павутиння вважається 1989 рік.
У рамках проєкту Бернерс-Лі написав перший у світі вебсервер, що мав назву «httpd», і перший у світі гіпертекстовий веббраузер, що мав назву «WorldWideWeb». Цей браузер був одночасно і WYSIWYG-редактором (скорочено від англ. what you see is what you get — що бачиш, те й отримаєш), його розроблення було розпочате у жовтні 1990 року, а завершене у грудні того ж року. Програма працювала у середовищі NeXTStep й почала поширюватись Інтернетом влітку 1991 року.
Роберт Кайо досить детально описує як розгортались події у CERN, пов'язані із створенням Web:
|  | Майк Сендалл купив у той час комп’ютер «NeXT cube» для того, щоб зрозуміти, у чому полягають особливості його архітектури, та віддає його згодом Тіму Бернерсу-Лі. Завдяки досконалості програмної системи «NeXT cube» Тім написав прототип, що ілюстрував основні положення проєкту, за декілька місяців. Це був вражаючий результат: прототип пропонував користувачам, крім іншого, такі розвинені можливості, як WYSIWYG browsing/authoring!… Під час однієї із сесій спільних обговорень проєкту в кафетерії ЦЕРНа ми з Тімом спробували підібрати «зачіпляючу» назву (англ. catching name) для системи яка створювалась. Єдине, на чому я наполягав, це щоб назва не була черговий раз видобута все з тієї ж грецької міфології. Тім запропонував «world wide web». Все у цій назві мені зразу сподобалось, лише важко вимовляється французькою |

Перший у світі вебсайт був розміщений Бернерсом-Лі 20 грудня 1990 року на першому вебсервері, що був доступний за адресою http://info.cern.ch/. Ресурс визначав поняття «Всесвітнього павутиння», містив інструкції із встановлення вебсервера, використання браузера тощо. Цей сайт також був першим у світі інтернет-каталогом, тому що згодом Тім Бернерс-Лі розмістив і підтримував там список посилань на інші сайти.
На першому фото, опублікованім у Всесвітньому павутинні, був зображений пародійний філк-гурт «Les Horribles Cernettes» (у перекладі з французької — «Страшненькі дівчатка з CERN»). Тім Бернес-Лі попросив у лідера гурту відскановані світлини після музичного фестивалю «CERN hardronic festival».
І все ж теоретичні основи вебу були закладені значно раніше від Бернерса-Лі. Ще 1945 року Веннівер Буш розробив концепцію Memex (поєднання англ. memory та англ. index), гіпотетичного прототипу гіпертекстової системи, допоміжних механічних засобів «розширення людської пам'яті». Memex — це пристрій, у якому людина зберігає усі свої книги й записи (а в ідеалі — і усі свої знання, що піддаються формальному опису) і який видає потрібну інформацію з достатньою швидкістю та гнучкістю. Пристрій є розширенням і доповненням до пам'яті людини. Бушем було також передбачене всеосяжне індексування текстів та мультимедійних ресурсів з можливістю швидкого пошуку потрібної інформації. Наступним значним кроком на шляху до Всесвітнього павутиння було створення гіпертексту (поняття уведене Тедом Нельсоном 1965 року).
З 1994 року основну роботу з розвитку Всесвітнього павутиння взяв на себе консорціум Всесвітнього павутиння (англ. world wide web consortium, у скороченому запису W3C), заснований і очолюваний Тімом Бернерсом-Лі. Цей консорціум — організація, що розробляє і впроваджує технологічні стандарти для Інтернету і Всесвітнього павутиння. Місія W3C: «Повністю розкрити потенціал Всесвітнього павутиння шляхом створення протоколів і принципів, що гарантують довготривалий розвиток Мережі». Два інші завдання консорціуму — забезпечити повну «інтернаціоналізацію Мережі» і зробити Мережу доступною для людей з обмеженими можливостями.
W3C розробляє для Інтернету єдині принципи і стандарти (носять назву «рекомендації», англ. W3C recommendations), котрі надалі запроваджуються виробниками програм і обладнання. Так досягається сумісність між програмними продуктами та апаратурою різних компаній, що робить Всесвітню мережу досконалішою, універсальнішою і зручнішою. Усі рекомендації консорціуму Всесвітнього павутиння є відкритими, тобто є не захищеними патентами і можуть впроваджуватись будь-ким без усяких фінансових зобов'язань перед консорціумом.

## Проблеми та майбутній розвиток
Практично будь-яка інформація, яка подається для публічного доступу, може бути подана засобами WWW; якщо ж ні, то це зумовлене лише деякими обмеженнями та недоліками самої WWW. По-перше, з'єднання між клієнтом і сервером одноразове: клієнт посилає запит, сервер видає документ, і зв'язок переривається. Це означає, що сервер не має механізму сповіщення клієнта про зміну або надходження нових даних. Ця проблема сьогодні[коли?] вирішується декількома способами: розробляється нова версія протоколу http, яка дасть змогу підтримувати тривале з'єднання, передачу даних у декілька потоків, розподіл каналів передачі даних та управління ними. Якщо вона буде реалізована і буде підтримуватися стандартним програмним забезпеченням WWW, то це зніме вищезгадані недоліки. Інший шлях — використання навігаторів, які зможуть локально виконувати програми на інтерпретованих мовах, як, наприклад, проєкт Java компанії «Sun Microsystems». Інший варіант розв'язку цієї проблеми — використання технології AJAX, на основі XML та Javascript. Це дає змогу отримувати дані з сервера тоді, коли сторінка WWW вже завантажена з сервера.

## Віхи вебу

### Веб 2.0
Розвиток WWW останнім часом значним чином здійснюється шляхом активного впровадження нових принципів та технологій, які отримали спільну назву Веб 2.0. Сам термін Веб 2.0 вперше з'явився 2004 року і покликаний ілюструвати якісні зміни в WWW на 2-му десятилітті його існування. Веб 2.0 є логічним вдосконаленням Веб. Головною особливістю Веб 2.0 є покращення і пришвидшення взаємодії вебсайтів з користувачами, що привело до стрімкого зростання активності користувачів. Це проявилось в:
- участі в Інтернет-спільнотах (зокрема, в форумах);
- розміщенні коментарів на сайтах;
- веденні персональних журналів (блогів);
- розміщенні посилань у WWW.

Веб 2.0 запровадив активний обмін даними, зокрема:
- експорт новин між сайтами;
- активну агрегацію інформації з сайтів;
- використання API для відокремлення даних сайту від самого сайту.

З точки зору реалізації сайтів Веб 2.0 підвищує вимоги до простоти і зручності сайтів для звичайних користувачів та націлений на стрімке падіння кваліфікації користувачів у близькому майбутньому. На передній план виноситься дотримання переліку стандартів та узгоджень (W3C). Це зокрема:
- стандарти візуального оформлення і функціональності сайтів;
- типові вимоги (SEO) пошукових систем;
- стандарти XML та відкритого інформаційного обміну.

З іншого боку, у Веб 2.0 понизилися:
- вимоги до «яскравості» та «креативності» дизайну і наповнення;
- потреби в комплексних Вебсайтах (порталах);
- значення оффлайн-реклами;
- бізнес-інтерес до великих проєктів.

Таким чином, Веб 2.0 зафіксував перехід WWW від одиничних дорогих комплексних рішень до сильно типізованих, дешевих, легких у використанні сайтів з можливістю ефективного обміну інформацією. Основними причинами такого переходу стали:
- критична нестача якісного інформаційного наповнення;
- потреба активного самовисловлювання користувача в WWW;
- розвиток технологій пошуку та агрегації інформації в WWW.

Перехід до комплексу технологій Веб 2.0 має такі наслідки для глобального інформаційного середовища WWW. Зокрема:
- успішність проєкту визначається рівнем активного спілкування користувачів проєкту та рівнем якості інформаційного наповнення;
- сайти можуть досягати високої успішності та рентабельності без великих капіталовкладень, за рахунок вдалого позиціонування в WWW;
- окремі користувачі WWW можуть досягати значних успіхів в реалізації своїх ділових та творчих планів в WWW без наявності власних сайтів;
- поняття персонального сайту поступається поняттям «блог», «авторська рубрика»;
- з'являються принципово нові ролі активного користувача WWW (модератор форуму, авторитетний учасник форуму, блогер).

#### Приклади Веб 2.0
Наведемо кілька прикладів сайтів, що ілюструють технології Веб 2.0 і, фактично, змінили середовище WWW. Це зокрема:
- LiveJournal.com — глобальна спільнота блогерів;
- eBay.com — Інтернет-аукціон з саморегульовною спільнотою;
- Вікіпедія — найбільша у світі енциклопедія;
- ODP (dmoz.org) — найбільший каталог сайтів, котрі редаговані людиною.
- Facebook.com — глобальна соціальна мережа;
- Gmail.com — один із найпопулярніших сервісів електронної пошти;
- Reddit.com — соціальна мережа новин;

Крім цих проєктів, існують інші проєкти, які формують сучасне глобальне середовище і базуються на активності своїх користувачів. Сайти, наповнення і популярність яких формуються в першу чергу не зусиллями та ресурсами їх власників, а спільноти користувачів, зацікавлених в розвитку сайту, складають новий клас сервісів, які визначають правила глобального середовища WWW.

## Конфіденційність
Кожного разу, коли комп'ютери користувачів надсилають запити до сервера на вебсторінку, сервер визначає і, як правило, веде протокол IP-адрес, з яких надходять ці запити. Аналогічно більшість браузерів записують відомості про відвідані сторінки, які потім можна переглянути в журналі браузера, а також кешують завантажений вміст для можливого повторного використання. Якщо при взаємодії з сервером не використовується зашифроване HTTPS — з'єднання, запити та відповіді на них передаються через Інтернет відкритим текстом і можуть бути зчитані, записані і переглянуті на проміжних вузлах мережі.
Коли вебсторінка запитує, а користувач надає певний обсяг особових даних, таких, наприклад, як ім'я та прізвище або реальну чи електронну адресу, потік даних може бути деанонімізований і асоційований з конкретною людиною. Якщо вебсайт використовує файли HTTP-cookie, підтримує автентифікацію користувача або інші технології відстеження активності відвідувачів, то між попередніми та наступними візитами також може бути встановлено взаємозв'язок. Таким чином, така система, що працює у Всесвітньому павутинні має можливість створювати і поповнювати профіль конкретного клієнта, який користується її сайтом (або сайтами). Такий профіль може включати, наприклад, інформацію про улюблений відпочинок та розваги, споживчі інтереси, вид занять та інші демографічні показники. Такі профілі представляють суттєвий інтерес для маркетологів, співробітників рекламних агентств та інших фахівців подібного роду. Залежно від умов обслуговування конкретних сервісів і місцевих законів такі профілі можуть продаватися або передаватися третім сторонам без відома користувача.
Розкриттю відомостей сприяють також соціальні мережі, що пропонують учасникам самостійно викласти певний обсяг персональних даних про себе. Необережне поводження з можливостями таких ресурсів може призводити до потрапляння у відкритий доступ відомостей, які користувач волів би приховати. Крім цього, така інформація може ставати предметом уваги хуліганів або, гірше того, кіберзлочинців. Сучасні соціальні мережі надають своїм учасникам досить широкий спектр налаштувань конфіденційності профілю, однак ці налаштування можуть бути надмірно складними — особливо для недосвідчених користувачів.

## Безпека
Для кіберзлочинців Всесвітнє павутиння стало ключовим способом поширення шкідливого програмного забезпечення. Крім того, під поняття мережевої злочинності підпадають крадіжка персональних даних, шахрайство, шпигунство та незаконне збирання відомостей про ті чи інші суб'єкти або об'єкти. Вебуразливості, за деякими даними, переважають за кількістю будь-які традиційні прояви проблем комп'ютерної безпеки; за оцінками компанії Google, приблизно одна з десяти сторінок у Всесвітньому павутинні може містити шкідливий код. За даними компанії Sophos, британського розробника антивірусних рішень, більшість кібератак у вебпросторі здійснюється з боку легітимних ресурсів, розташованих переважно у США, Китаї та Росії. Найпоширенішим видом такого роду нападів, за даними тієї ж компанії, є SQL ін'єкція — зловмисне введення прямих запитів до бази даних у текстові поля на сторінках ресурсу, що за недостатнього рівня захищеності може привести до розкриття вмісту БД. Іншою поширеною загрозою, що використовує можливості HTML та унікальних ідентифікаторів ресурсів (URI), для сайтів Всесвітнього павутиння є міжсайтове виконання сценаріїв (XSS), яке стало можливим із введенням технології JavaScript та набрало обертів у зв'язку з розвитком Web 2.0 та Ajax — нових стандартів вебдизайну, що заохочували використання інтерактивних сценаріїв. За оцінками, зробленими у 2008 році, до 70 % усіх вебсайтів у світі були уразливими для XSS-атак проти їх користувачів. Фішинг — це ще одна загальна загроза Інтернет. RSA Security, дочірня компанія EMC Corporation, опублікувала висновки свого «Звіту про шахрайство» у січні 2013 року, оцінюючи глобальні втрати від фішингу у розмірі 1,5 млрд доларів у 2012 році. Два з відомих методів фішингу — «прихована переадресація» та «відкрите перенаправлення».
Пропоновані рішення відповідних проблем істотно варіюються аж до повного протиріччя одне одному. Великі постачальники захисних рішень на зразок McAfee розробляють продукти для оцінки інформаційних систем на предмет їх відповідності певним вимогам, інші гравці ринку (наприклад, Finjan) рекомендують проводити активне дослідження програмного коду і взагалі всього контенту в режимі реального часу, незалежно від джерела даних. Мають місце також думки, згідно з якими підприємства повинні сприймати безпеку як вдалу можливість для розвитку бізнесу, а не як джерело витрат; для цього на зміну сотням компаній, що забезпечують захист інформації сьогодні, повинна прийти нечисленна група організацій, яка реалізувала інфраструктурну політику постійного і повсюдного управління цифровими правами. Професор Джонатан Зіттрайн заявив, що користувачі, які поділяють відповідальність за комп'ютерну безпеку, повинні набагато краще захищати свій доступ до Інтернету